# Karl Kajetan von Gaisruck

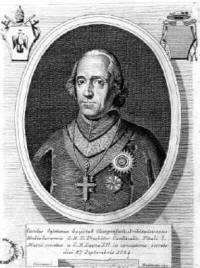
Karl Kajetan von Gaisruck

Karl Kajetan von Gaisruck (Klagenfurt, 7 augustus 1769 – Milaan, 19 november 1846) was aartsbisschop van Milaan en kardinaal van de Rooms-Katholieke Kerk.

## Biografie
Karl was de zoon van de gouverneur van Galicië. Na studies in Salzburg en Passau werd hij op 15 september 1788 gewijd tot priester. Vanaf juli 1801 werd hij hulpbisschop van het bisdom Passau en titulair bisschop van Derbe.
Op voordracht van het Oostenrijkse huis Habsburg werd Karl op 1 maart 1818 aangesteld als aartsbisschop van Milaan. Hoewel hij al tijdens het consistorie van 27 september 1824 door paus Leo XII tot kardinaal-priester gecreëerd werd, ontving hij zijn rode baret uit handen van Leo's opvolger, paus Pius VIII, op 21 mei 1829 waarbij hem de titelkerk San Marco werd toegewezen.
Na de dood van paus Gregorius XVI op 1 juni 1846 reisde Karl af naar Rome voor deelname aan het conclaaf, waarbij hij van keizer Ferdinand I van Oostenrijk-Hongarije de opdracht kreeg een veto (het Jus Exclusivae) uit te spreken over een eventuele verkiezing van Giovanni Mastai-Ferretti. Doordat hij te laat arriveerde voor deelname aan het conclaaf werd Giovanni Mastai-Ferretti alsnog gekozen tot paus Pius IX.
Graaf Karl Kajetan von Gaisbruck stierf op 19 november 1846. Zijn lichaam werd bijgezet in de Dom van Milaan. 